# (5347) 1985 DX2
(5347) 1985 DX2 là một tiểu hành tinh vành đai chính. Nó được phát hiện bởi Eleanor F. Helin ở Đài thiên văn Palomar ở Quận San Diego, California, ngày 24 tháng 2 năm 1985.